# 抗血小板剤
抗血小板剤（こうけっしょうばんざい、英語: anti platelet agents）は、血小板の凝集を阻害することで、主に白色血栓の形成を抑える作用を持つ薬剤である。抗血小板薬（こうけっしょうばんやく）ともいう。
抗凝固剤がフィブリンの形成を阻止して、赤色血栓を阻害するのとは異なり、動脈硬化巣での血栓形成を防止する。トロンボキサンやプロスタグランジンに関与する薬剤と、cAMP濃度とカルシウムイオン濃度が血小板凝集に関係するのでその2つを標的とする薬剤の2つに大きく分けられる。さらに、血小板凝集に関わる受容体グリコプロテインIIb/IIIaを遮断する3つめの薬が開発されている。

## 薬理別の分類

### トロンボキサンやプロスタグランジンに関係する薬剤

アラキドン酸カスケードと抗血小板薬

COX-1阻害
アスピリンに代表される。血小板には核がなく、分化して7日間の血小板寿命のあいだには新たな蛋白が合成されない。シクロオキシゲナーゼ (COX-1) にアスピリンが結合し不可逆的に酵素を失活させるので、トロンボキサンA2 (TXA2) が産生されず、血小板が凝集しない。アスピリンが少量であればタンパク質が補充される血管壁にはCOX-1は失活せず、COX-2も活性が保たれるので血管拡張作用や血小板凝集減弱作用のあるプロスタグランジンI3 (PGI3) は、血管壁から供給される。以前は保険適応を認められていなかったが、脳梗塞と虚血性心疾患に処方が認められるようになった。バファリン（低用量81mg、鎮痛薬として用いるときは330mg）やバイアスピリンが有名である。
プロスタグランジン製剤
経口可能なPGI2誘導体製剤やPGE1誘導体製剤のほか、静脈内投与される薬もあり、リポ化製剤は血栓に集まるので、点滴ではなく注射で投与することができる。PGE1誘導体製剤リマプロストアルファデクス（オパルモン、プロレナール）やPGI2誘導体製剤ベラプロスト（ドルナー、プロサイリン）が経口剤としてある。ベラプロストは肺高血圧症にも適応があり、リマプロストアルファデクスは脊柱管狭窄症で用いられることがある。
魚油
EPAやDHAなどは血小板凝集作用の弱いTXA3に代謝されるので、結果として血管拡張と抗血小板作用を示す。脂質異常症と閉塞性動脈硬化症に適応をもつ。脂質異常症の治療も兼ねるイコサペント酸エチル（エパデール）が有名である。
トロンボキサン合成酵素阻害剤
血小板凝集を促進し血管を攣縮させるTXA2の合成酵素を阻害する。そうすると、器質に供給されてPGI2の産生も増える。脳梗塞の急性期に点滴で投与するほか、クモ膜下出血に伴う血管攣縮にも適応がある。オザグレルナトリウム（カタクロット、キサンボン）が有名である。

### cAMPやカルシウムイオン濃度に関係する薬
チエノピリジン誘導体
血小板表面にあるADP受容体にはATP受容体のP2Y1受容体、P2Y12受容体が機能的に存在しており、P2Y1受容体は血小板の形態変化に関与し、P2Y12受容体は血小板の凝集を促進する作用がある。チエノピリジン誘導体はP2Y12受容体の特異的な阻害薬であることが知られており、P2Y12-Giのシグナルを介したアデニル酸シクラーゼ活性化の抑制を抑制することにより血小板凝集を妨げる。GP IIb-IIIa 複合体の活性化も抑制する。塩酸チクロピジン（パナルジン）があるが血小板減少症 (TTP) や肝障害を注意深く観察していく必要がある。副作用の少ないクロピドグレル（Clopidogrel プラビックス）が2006年5月より国内でも販売されている。さらにクロピドグレルを上回る心血管イベント抑制効果を示すプラスグレル（エフィエント）が2014年2月に承認された。チクロピジンは脳梗塞、くも膜下出血後の合併症予防に用いられることがある。クロピドグレルはPCI後といった虚血性心疾患やアテローム血栓性脳塞栓でも用いられる。
PDE3阻害
ホスホジエステラーゼを阻害すると細胞内の環状アデノシン一リン酸濃度が上昇し、血小板が凝集しない。副作用として心拍数が増え、それを動悸と感じる場合がある。除脈の患者には有利に働く。シロスタゾール（プレタール）などがある。プレタールは心原性脳梗塞症のほか、閉塞性動脈硬化症の疼痛改善効果も報告されている。
5−セロトニン受容体2拮抗剤
血小板に存在し、血栓ができるときに凝集を促進する、5-HT2受容体の拮抗剤。塩酸サルポグレラート（アンプラーク）がある。

### GP IIb/IIIa
GP IIb/IIIa阻害血小板が凝集するときの細胞表面糖タンパクでvWFやフィブリノーゲンの受容体に作用する。日本ではまだ販売されていない。抗体のAbciximabと、阻害剤のEpifibatideやTirofibanがある。

## DAPT
多くの場合、アスピリンとADP/P2Y阻害薬（クロピドグレル、プラスグレル、チカグレロルなど）との組み合わせが、どちらかの薬剤単独の場合よりも高い効果があるため、使用される。 これは「二剤抗血小板療法」（抗血小板薬2剤併用療法、DAPT; Dual AntiPlatelet Therapy）として知られている。
- コンプラビン配合錠 - 外殻層にクロピドグレル硫酸塩（クロピドグレルとして75mg）、腸溶性の内核にアスピリン（100mg）を含むフィルムコーティング錠（有核錠）（2013年9月承認）[2]。